# 애그플레이션
애그플레이션(agflation)은 농업(agriculture)과 인플레이션(inflation)의 합성어로, 농산물 가격 급등으로 일반 물가가 상승하는 현상을 뜻하는 신조어이다. 2007년 메릴린치(Merrill Lynch)가 '세계 농업과 애그플레이션'(Global Agriculture & Agflation)이라는 보고서를 발표하면서 용어가 널리 알려졌다.

## 원인
- 지구 온난화와 기상 악화로 인한 농산물의 작황 부진에 따른 생산량 감소
- 바이오 연료 등 대체 연료 활성화
- 농산물 경작지 감소
- 육식 증가로 인한 가축 사료 수요의 증가
- 중국과 인도 등 브릭스 국가들의 경제 성장으로 인한 곡물 수요 증가
- 국제 유가 급등으로 곡물 생산, 유통 비용 증가
- 유동성 증가에서 비롯된 투기자본의 유입
- 식량의 자원화

## 같이 보기
- 2007~2008년 세계 식료품 가격 위기
- 스태그플레이션
- 디플레이션
- 초인플레이션
- 관성 인플레이션